# Harry Brearley

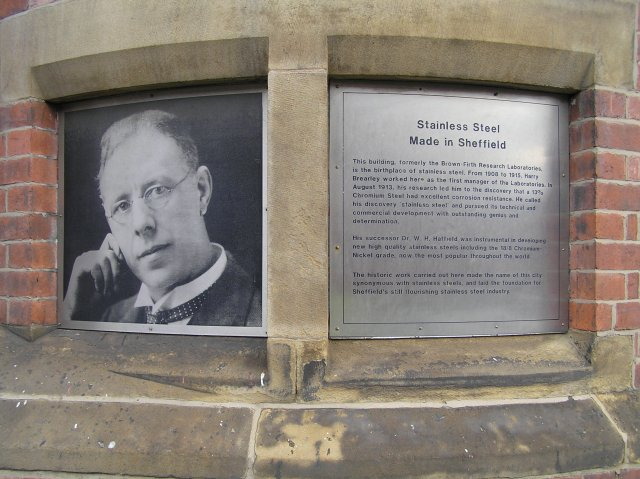
Monument voor Harry Brearley in Sheffield

Harry Brearley (1871 - 1948) wordt beschouwd als uitvinder van roestvast staal. Op 13 augustus 1913 werd het eerste roestvast staal gegoten in het laboratorium Brown-Firth.
Zijn vader was smelter. Brearly ging op 12-jarige leeftijd werken bij een plaatselijke staalfabriek. Al snel werd hij assistent bij het chemisch laboratorium. Daarnaast studeerde hij in de avonduren. Al snel verwierf hij een grote expertise. 
In 1908 werd door twee grote staalfabrieken in Sheffield een gemeenschappelijk laboratorium opgericht: Brown Firth Research Laboratories, waarover Brearley de leiding kreeg. In 1912 kreeg dit laboratorium een onderzoekvraag in verband met de wapenindustrie. Het probleem was inwendige slijtage in de loop van vuurwapens en van kanonnen ten gevolge van hoge temperaturen bij het afvuren. Brearley kwam op het idee om chroom toe te voegen en ging de mengverhoudingen (Fe, C, Cr) systematisch onderzoeken.